# Wapen van Hartwerd

Wapen van Hartwerd

Het wapen van Hartwerd is het dorpswapen van het Nederlandse dorp Hartwerd, in de Friese gemeente Súdwest-Fryslân. Het wapen werd in 1969 geregistreerd.

## Beschrijving
De blazoenering van het wapen in het Fries luidt als volgt:
Yn blau in forkoart sulveren krús, biladen mei in read hart yn 'e krusing, mei in gouden leelje yn elk fan 'e kertieren.
De Nederlandse vertaling luidt als volgt: 
In blauw een verkort zilveren kruis, beladen met een rood hart in de kruising, met een gouden lelie in elk van de kwartieren.
De heraldische kleuren zijn: azuur (blauw), zilver (zilver), keel (rood) en goud (goud).

## Symboliek
- Kruis: staat voor het klooster Bloemkamp dat nabij het dorp gelegen was.[2]
- Hart: verwijst naar de functie van het dorp als vergaderplaats van de afgevaardigden van Westergo.[2]
- Fleurs de lis: ontleend aan het wapen van de orde van de cisterciënzers, de orde van het klooster Bloemkamp.[2]

Het wapen van de Cisterciënzerorde.

## Zie ook

Vlag van Hartwerd